# Rosemarkie
Rosemarkie (gaelico scozzese: Ros Mhaircnidh da Ros Mhaircnidh, che significa "Promontorio del torrente dei cavalli") è un villaggio sulla costa peninsulare dello Ross-shire, nella Scozia settentrionale.

## Geografia fisica
Rosemarkie è situata a due chilometri circa dal borgo di Fortrose, col quale forma il Royal Burgh Of Fortrose and Rosemarkie, rispettivamente situati su ognuno dei lati del promontorio di Chanonry Ness, 20 chilometri a nordest di Inverness.
Rosemarkie si trova in una pittoresca baia con vedute di Fort George e del Moray Firth. Le sue spiaggi sono tra le migliori della costiera di Moray e al punto sud si trova Chanonry Point, reputato il miglior sito del Regno Unito per vedere i delfini.
Poco lontano dal capoluogo di trova inoltre il Fairy Glen, una riserva naturale gestita dalla Royal Society for the Protection of Birds.

## Pietre pitte

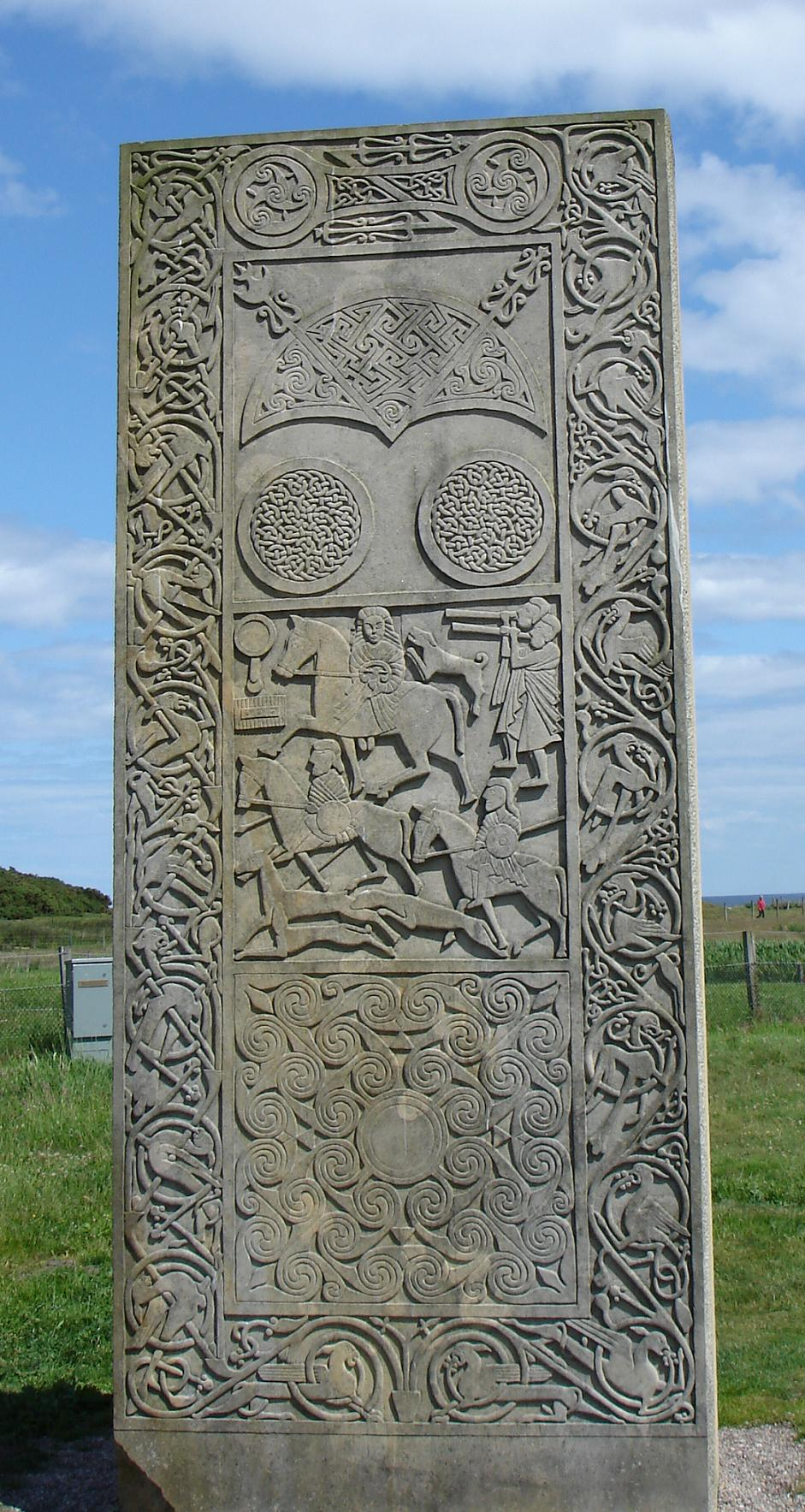
Pietra pitta di II classe

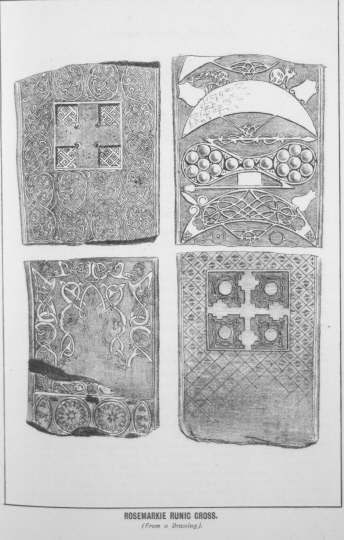
Immagine tratta da Illustrated Guide to Fortrose and Vicinity, with an appendix on the Antiquities of the Black Isle, a cura diAngus J. Beaton e pubblicata a Inverness nel 1885.

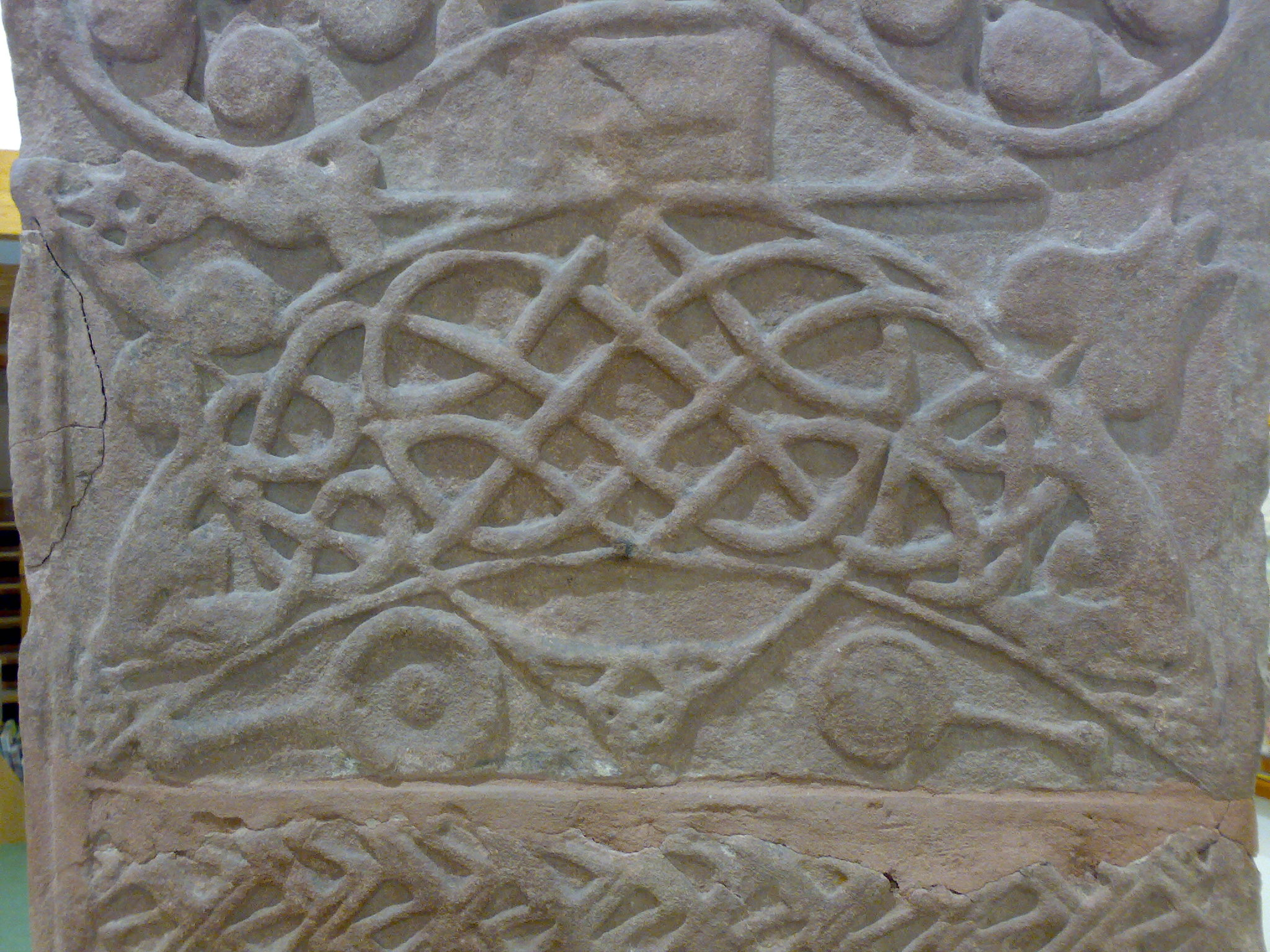
Primo piano della mezzaluna e della V-rod, che evidenzia la linea in cui sono state ricomposte le due parti della roccia originale.

Rosemarkie è forse meglio conosciuta per la sua notevole collezione di pietre pitte finemente intagliate, tra le più numerose trovate su un unico sito in Scozia. Queste sculture dei secoli VIII e IX, rinvenute intorno al cimitero del villaggio, sono esposte al Groam House Museum, una palazzina ristrutturata del XVIII secolo sul corso del villaggio. Queste pietre scolpite sono la prova dell'esistenza di un importante monastero presso Rosemarkie, fondato da San Moluag (m. 592) e Bonifacio, altrimenti noto come Curetán (inizio VIII secolo). Le sculture includono lastre di croci, frammenti di  santuario e pezzi architettonici. Un piccolo frammento di una pietra da Rosemarkie è nel Museo di Scozia a Edimburgo.
Le pietre pitte sono le prove più evidenti rimaste riguardo ai Pitti e in generale si pensa di poterle datare dal VI al IX secolo. Lo scopo e il significato delle pietre sono poco comprensibili. Possono essere servite come monumenti commemorativi, portando incisi i simboli dei clan di appartenenza, lignaggio o parentela. I simboli potrebbero essere un tipo di sistema pittografico di scrittura e i simboli più antichi farebbero pensare ad un sistema di costellazioni esclusivo dei Pitti.
La roccia Rosermarkie è uno dei maggiori esempi dell'arte Pitti sopravvissuta fino ad oggi. Fu rinvenuta intorno al 1821 nel pavimento della chiesa antica locale, e, a causa del peso di un reperto di Classe II, fu spezzata in due parti e successivamente ricomposta al Groam House Museum di Rosermarkie, dove è visibile al pubblico. 

Probabilmente appartenne ad un più esteso monastero della Black Isle, nella regione Easter Ross. La parte frontale mostra una croce e, sul lato opposto, due simboli frequenti nelle rocce di Classe I e II dell'arte Pitti, ma di significato ancora sconosciuto:
- la mezzaluna con la sovrapposizione di una V-rod;
- due dischi, con eventuale sovrapposizione di una Z-rod.

Vari esempi di rocce presentano entrambe le simbologie, con altri segni non decodificati. È l'unica pietra Pitti a possedere tre versioni dello stesso simbolismo. I lati sono inoltre decorati con una serie di motivi intrecciati.
Le rocce rinvenute a Black Isle di Easter Ross sono complessivamente 14, conservati al Groam House Museum. Presentano lo stesso stile dei reperti rinvenuti a Iona e sono interpretate come esempi di religiosità cristiana. La più nota è la Daniel stone che, secondo gli esperti e gli appassionati, raffigura l'episodio biblico del profeta Daniele nella tana del leone.